# Shimazu Nariakira

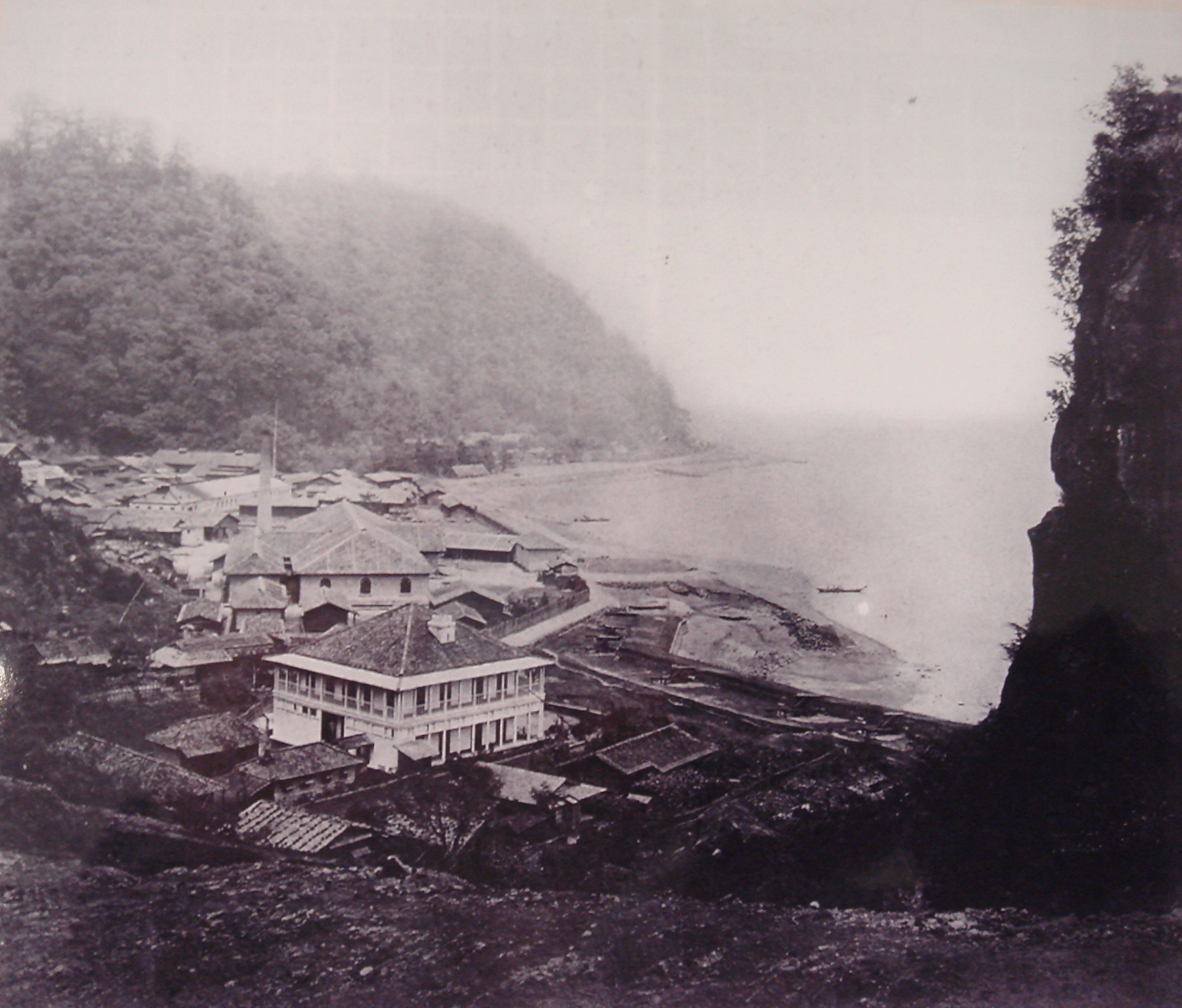
Khu công nghiệp Tập Thành Quán (集成館) do Shimazu Nariakira thành lập năm 1852 tại Iso (磯), phiên Satsuma. Một dị nhân quán (異人館) được xây dựng để làm chỗ ở cho bảy kỹ thuật viên người Anh. bức ảnh chụp năm 1872.

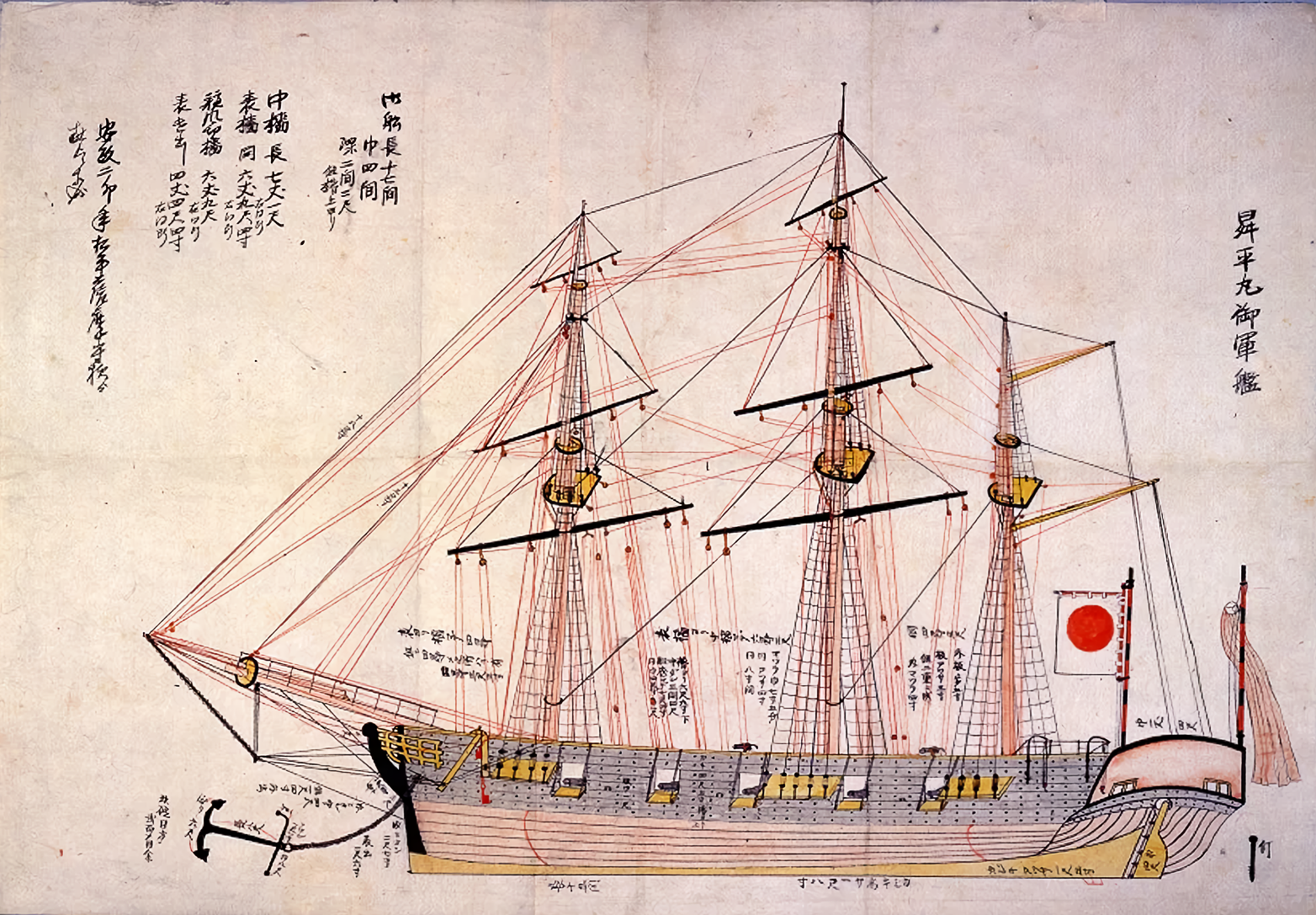
Tàu Thăng Bình Hoàn năm 1854, tàu chiến phương Tây đầu tiên của Nhật Bản, được đóng từ các bản vẽ kỹ thuật của Hà Lan, dưới thời Nariakira.

Shimazu Nariakira (島津 斉彬 (Đảo Tân Tề Bân)  ngày 28 tháng 4 năm 1809 – ngày 24 tháng 8 năm 1858) là một lãnh chúa (daimyō) thời Edo, đời thứ 28 trong dòng họ phiên chủ của gia tộc Shimazu ở phiên Satsuma. Ông nổi tiếng là một vị lãnh chúa thông minh và khôn ngoan, và rất quan tâm đến học vấn và công nghệ phương Tây. Sau khi chết, ông được tôn xưng là thần theo Thần đạo với thần hiệu là Chiếu Quốc Đại Minh Thần (照国大明神) vào tháng 5 năm 1863.

## Tiểu sử

### Thân thế
Shimazu Nariakira chào đời tại dinh thự của phiên Satsuma ở Edo, vào ngày 28 tháng 4 năm 1809. Từ mẹ, ông là hậu duệ của Date Masamune, Tokugawa Ieyasu và Oda Nobunaga. Ông lên nắm quyền với tư cách là phiên chủ Satsuma chỉ sau khi sống sót sau một cuộc chiến khốc liệt và gian khổ trong gia tộc và lãnh địa của chính mình, được gọi là Oyura Sōdō hoặc Takasaki Kuzure. Ông đã phải đối mặt với nhiều sự phản đối ở Satsuma kể từ khi ông dành phần lớn cuộc đời mình ở Edo (và yêu cầu bắt buộc là người thừa kế daimyo, do Mạc phủ đặt ra); như vậy ông được coi là một người lạ trong phiên trấn này. Trước nhiệm vụ chuẩn bị cho Satsuma chống lại sự xâm lược tiềm tàng của phương Tây, ông cũng phải đối mặt với nhiều trường phái tư tưởng quân sự chống đối ở Satsuma, những người không đồng ý với kế hoạch tăng cường phòng thủ bờ biển của gia tộc Shimazu.

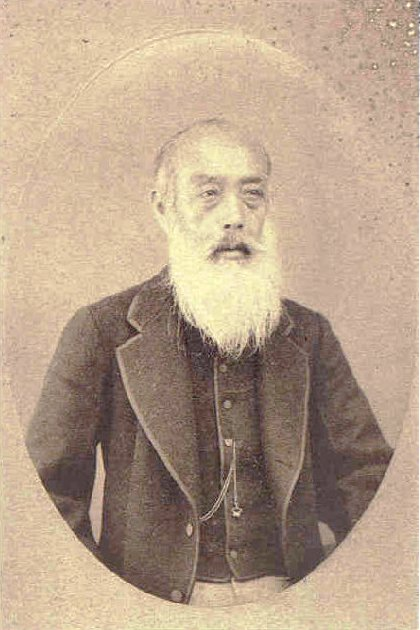
Hầu tước Kuroda Nagahiro, một người thân của Shimazu Nariakira.

Nariakira  không hề gặp mặt phụ thân là Shimazu Narioki hoặc mưu sĩ của cha mình là Zusho Hirosato. Cả Narioki và Zusho đều tỏ ra cảnh giác với Mạc phủ Tokugawa. Zusho cũng nhìn thấy nhiều điểm tương đồng ở Nariakira và ông nội Shigehide. Shigehide cũng rất quan tâm đến Hà Lan học cũng như các dự án khoa học và công nghiệp, điều này đã kịp thời khiến tình hình tài chính của phiên bị sụt giảm nghiêm trọng. Làm việc chăm chỉ để phục hồi và củng cố kho bạc của Satsuma, Zusho không khuyến khích chương trình đầy tham vọng và tốn kém của Nariakira nhằm gầy dựng quân đội. Sự coi thường và không tin tưởng lẫn nhau của Narioki và Zusho đối với Nariakira đã dẫn đến việc họ cố gắng cô lập Nariakira khỏi các công việc sự vụ của Satsuma, điều này dẫn đến việc giữ lại hoặc tất cả cùng nhau ngừng sự phát sinh từ tất cả các nguồn thông tin liên quan đến giới chức phiên Satsuma hoặc giao dịch của họ với Mạc phủ.
Một trở ngại đáng gờm và nguy hiểm khác đối với Nariakira không chỉ trong kế hoạch tăng cường khả năng phòng thủ của toàn Nhật Bản mà còn cả việc lên ngôi daimyō phiên Satsuma là Yura, mẹ của người em cùng cha khác mẹ Hisamitsu. Vào thời điểm Nariakira đến Satsuma để giải quyết một cuộc khủng hoảng liên quan đến Vương quốc Lưu Cầu (một nước chư hầu dưới quyền Satsuma) vào năm 1846, Yura đã sử dụng sự quyến rũ để thuyết phục triệt để Narioki thúc đẩy lợi ích của con trai mình là Hisamitsu thay vì con trai và người thừa kế hợp pháp của Narioki (Nariakira). Zusho, Narioki, Yura và Hisamitsu là những thành viên chủ chốt của liên minh tập hợp các quan chức Satsuma khác, họ cảm thấy bị đe dọa bởi trí tuệ anh minh và đáng sợ của Nariakira, và cố gắng ngăn cản mọi nỗ lực của Nariakira để truy phong cha mình làm daimyō và thế vào chỗ trống đó.
Nariakira đến Satsuma nhằm cố gắng giải quyết cuộc khủng hoảng Lưu Cầu, theo lệnh của quan chức cấp cao của Mạc phủ là Abe Masahiro, vào ngày 25 tháng 6 năm 1846. Một tàu của Pháp đã đến Lưu Cầu vào năm 1844, và hai tàu của Anh vào năm sau, đề nghị ký hiệp ước thân thiện và thương mại; vì vương quốc này trong vị thế bán độc lập và thường không được coi là một phần phù hợp của Nhật Bản, điều này đem lại một tình thế khó xử. Cuối cùng Nariakira và Abe Masahiro đã quyết định rằng, bất chấp chính sách bế quan tỏa cảng của Mạc phủ, các mối quan hệ như vậy nên được phép ở Lưu Cầu, thay vì gây ra xung đột bạo lực với các cường quốc phương Tây.
Ngày 8 tháng 3 năm 1847, Narioki đến Satsuma, khiến địa vị của Nariakira, một thứ tương đương với cấp phó của cha mình, trở nên lỗi thời. Sau khi về cơ bản bị chính cha mình tước đoạt quyền hành, Nariakira bèn rời khỏi Satsuma đến Edo. Quyền hạn trước đây được trao cho ông rõ ràng và nhanh chóng được chuyển sang người em cùng cha khác mẹ Hisamitsu Hisamitsu mau chóng thăng quan tiến chức trong triều đình ngay sau khi Nariakira rời Satsuma đến Edo. Ông được giao phụ trách cơ quan trưng binh mới được thành lập của Satsuma vào tháng 10 năm 1847. Năm 1848, Narioki bổ nhiệm Hisamitsu quản lý quận Chosa, với trách nhiệm thay mặt daimyō trong mọi vấn đề quân sự của phiên. Cùng lúc đó, Hisamitsu được trao chức vụ thành viên hội đồng trị sự của phiên rất được kính trọng, một cấp bậc mà theo sự ủy thác kèm theo lệnh bổ nhiệm, đưa Hisamitsu lên địa vị đứng đầu xếp theo trật tự xã hội. Vào những buổi lễ lạt, Hisamitsu được lệnh phụ thân ngồi ở một vị trí cao hơn so với chức phận phó phụ trách daimyō của lâu đài Satsuma. Narioki thậm chí còn đi xa đến mức giao Hisamitsu phụ trách toàn bộ Satsuma bất cứ khi nào daimyō chọn rời khỏi Satsuma vì bất kỳ lý do gì, công việc hay niềm vui. Rõ ràng là Hisamitsu đang được chuẩn bị để trở thành daimyō tiếp theo, hoàn toàn không quan tâm đến thực tế rằng, về mặt nguyên tắc, Nariakira mới được cho là người thừa kế chính đáng.

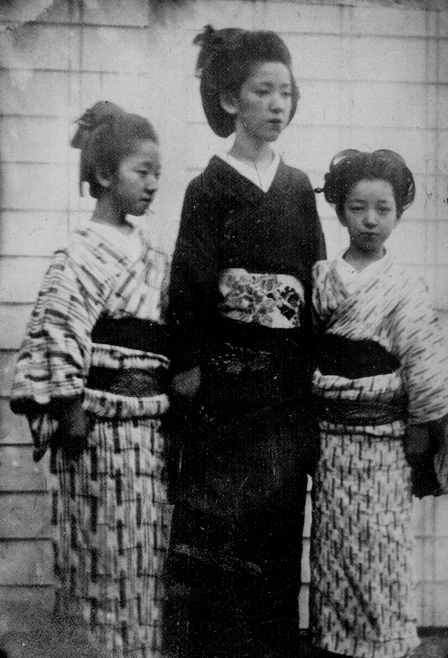
Hai cô con gái của Shimazu Nariakira

Nhằm tiếp tục làm mất uy tín và cản trở việc Nariakira trở thành phiên chủ Satsuma, Yura được đồn đại là đã yêu cầu ít nhất năm tay phù thủy yểm bùa chú lên những người con trai cả của Nariakira cũng như thực hiện các biện pháp khác để nguyền rủa các con của Nariakira. Nhiều gia thần của Nariakira tin rằng Yura là nguồn gốc của cái chết sau đó của những đứa con lớn của ông. Niềm tin này khiến nhiều người trong số họ kêu gọi ám sát Yura, con trai của bà là Hisamitsu và Zusho, người mà họ cảm thấy cũng góp phần vào cái chết của những đứa con lớn của Nariakira. Nariakira đã có thể kiềm chế họ; khi nghe về kế hoạch giết người này, Narioki bắt đầu tiêu diệt những người ủng hộ Nariakira và ra lệnh giết họ bằng cách seppuku.
Cuộc xung đột đã vượt quá tầm kiểm soát đến mức Nariakira không còn lựa chọn nào khác ngoài việc yêu cầu Abe Masahiro trợ giúp. Abe, nhận thấy rằng Nariakira đang bị cản trở trong quá trình tiến hành cuộc khủng hoảng Lưu Cầu bởi chính cha mình và các gia thần trong gia tộc, đã giúp Narioki về hưu và loại bỏ Zusho.
Abe lần đầu tiên thực hiện nhiệm vụ loại bỏ Zusho, người được Narioki tin tưởng rất nhiều, bằng cách mời đến Edo. Mục đích đã nêu của Abe là mong muốn thảo luận về cuộc khủng hoảng Lưu Cầu và cách xử lý hiện tại. Trong quá trình trò chuyện, Abe bắt đầu hỏi Zusho một câu hỏi khiến Zusho rõ ràng là Abe, cũng như Tướng quân Tokugawa, biết sự thật về các mối quan hệ thương mại bất hợp pháp giữa Satsuma-Lưu Cầu-phương Tây, vốn đang được thực hiện chống lại chính sách bế quan tỏa cảng của Mạc phủ. Sự tận tâm của Zusho dành cho Narioki đã thúc đẩy ông ta phải chịu hoàn toàn trách nhiệm về việc buôn bán bất hợp pháp bằng cách thực hiện seppuku vào ngày 18 tháng 12 năm 1848. Ngày 3 tháng 12 năm 1850, Narioki được Tướng quân vời đến Edo và được tặng một bộ đồ dùng trà quý giá, thể hiện mong muốn của Tướng quân để Narioki về hưu. Ngày 3 tháng 2 năm 1851, Nairoki nghỉ hưu và Shimazu Nariakira được phong làm daimyō của Satsuma.

### Đam mê Tây học

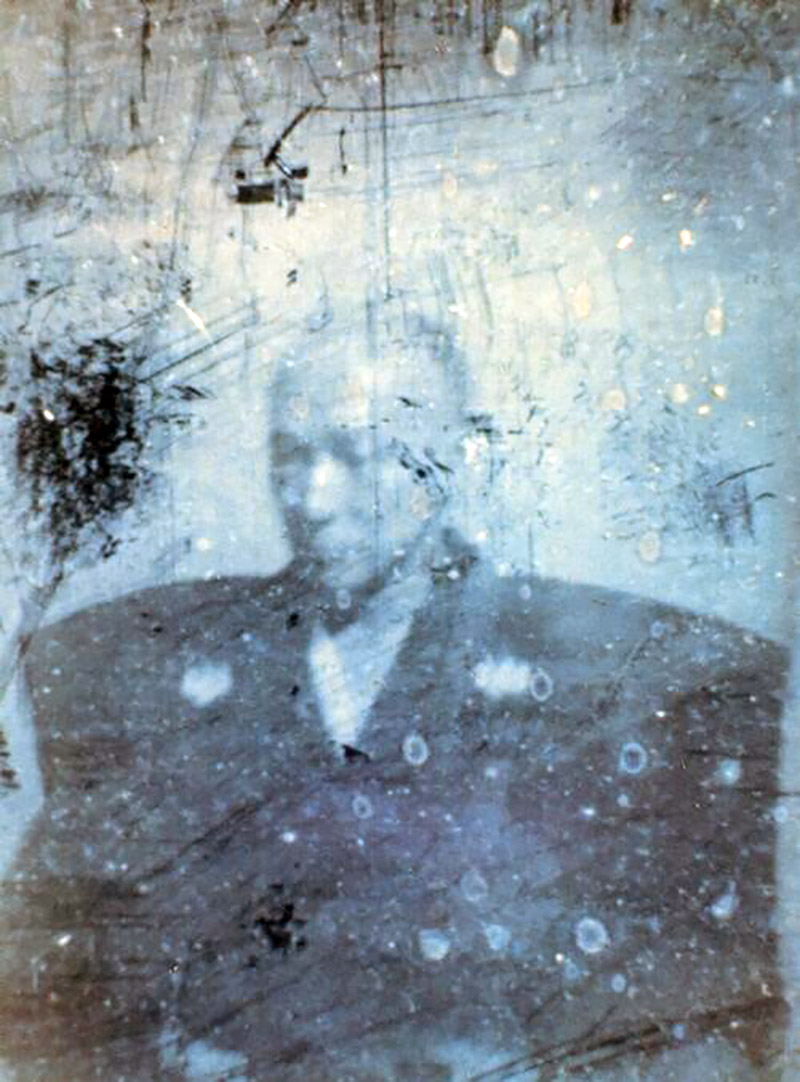
Hình nguyên mẫu của Shimazu, bức ảnh Nhật Bản còn sót lại sớm nhất. Nó được tạo ra bởi một trong những gia thần của ông, Ichiki Shirō vào năm 1857.

Nariakira được coi là một trong những daimyō khôn ngoan nhất trong thời đại của ông, nhờ vào lòng say mê nền giáo dục và học vấn phương Tây. Năm 1812, khi mới 3 tuổi, Nariakira được cha chỉ định là người thừa kế phiên chủ Satsuma. Như với bất kỳ người thừa kế nào khác, Nariakira đã chuẩn bị cho vai trò tương lai của mình, bằng cách tiếp nhận được một nền giáo dục toàn diện về võ thuật và học thuật. Như đã nói ở trên, Nariakira có chung niềm đam mê văn hóa và học vấn phương Tây từ ông nội của mình là Shigehide. Cậu bé Nariakira bị cuốn hút bởi bộ sưu tập đồ phương Tây của ông nội, bao gồm đồng hồ, nhạc cụ, kính viễn vọng, kính hiển vi và vũ khí. Trong quá trình học, ông cũng được dạy cách đọc và viết các chữ cái La Mã, và sau đó sẽ sử dụng các chữ cái La Mã để viết các từ tiếng Nhật như một dạng ám hiệu cá nhân. Shigehide cũng giới thiệu Nariakira với Philipp Franz von Siebold, một bác sĩ người Đức giữ chức vụ giám đốc Công ty Đông Ấn Hà Lan (Vereenigde Oostindische Compagnie) ở Nagasaki, khiến ông trở thành một trong số ít người Nhật thực sự từng gặp một người phương Tây.
Sau khi trở thành daimyō của Satsuma, Nariakira đã nhờ Minayoshi Hotoku (ông ngoại của Ōkubo Toshimichi), một bác sĩ của Satsuma đóng Iroha-maru, một trong những con tàu kiểu phương Tây đầu tiên được đóng ở Nhật Bản. Nó dựa trên mô hình dài 6 foot (1,8 m), rộng 3 foot (0,91 m) của Minayoshi. Sau đó Nariakira cho dựng một xưởng đóng tàu để đóng tàu kiểu phương Tây tại Sakurajima. Ông mang tình yêu văn hóa phương Tây của mình vào phiên binh Satsuma, nơi ông triển khai kỵ binh kiểu phương Tây và yêu cầu diễn tập quân sự hàng năm. Tuy nhiên, nếu không có ngân sách Satsuma được Zusho kẻ thù của ông phục hồi cẩn thận, thì điều này khó mà thành hiện thực.
Ông cũng bắt đầu ban hành những thay đổi về giáo dục ở Satsuma nhằm đưa khoa học và công nghệ phương Tây vào. Nariakira thành lập Rangaku Koshujo, một trường học chuyên nghiên cứu ngôn ngữ Hà Lan và văn hóa phương Tây. Ông thường xuyên đến thăm trường và yêu cầu học sinh giải thích ý nghĩa của kinh sách Nho giáo, để đảm bảo rằng việc học hỏi phương Tây không làm hỏng ý thức về chủ nghĩa dân tộc của họ. Nariakira mong muốn nuôi dạy những thanh niên được giáo dục tốt đến mức ông dành ra bốn koku hàng năm để nuôi các học giả đang chết đói, về cơ bản là một hình thức hỗ trợ tài chính hoặc học bổng. Mục tiêu của ông trong việc thúc đẩy giáo dục ở Satsuma là đảm bảo những người trẻ tuổi của Satsuma được "dạy cách làm chủ bản thân, cai quản quê hương của họ một cách khôn ngoan, giữ gìn hòa bình quốc gia và tin tưởng vào sức mạnh toàn cầu."
Năm 1848, Shimazu có được chiếc máy ảnh kiểu daguerreotype đầu tiên được nhập khẩu vào Nhật Bản, và ra lệnh cho đám gia thần của mình nghiên cứu nó và tạo ra những bức ảnh chân thực. Do những hạn chế của ống kính được sử dụng và không được đào tạo bài bản, phải mất nhiều năm để tạo ra một bức ảnh chất lượng, nhưng vào ngày 17 tháng 9 năm 1857, một bức chân dung của Shimazu trong trang phục chính thức được tạo ra. Bức ảnh này đã trở thành đối tượng được thờ cúng trong Đền Terukuni (照国神社 Terukuni jinja) (còn gọi là Đền Shōkoku) sau cái chết của Shimazu, nhưng sau đó nó bị thất lạc. Bị thất lạc trong suốt một thế kỷ, chiếc daguerreotype được phát hiện trong một nhà kho vào năm 1975 và sau đó được xác định là chiếc daguerreotype lâu đời nhất còn tồn tại do một nhiếp ảnh gia người Nhật tạo ra. Vì lý do này, nó đã được chính phủ Nhật Bản chỉ định là Di sản Văn hóa Quan trọng vào năm 1999, bức ảnh đầu tiên từng được vinh danh này.

### Cái chết
Suốt đời mình, Nariakira đã kết giao với nhiều người bạn khi còn ở ngôi vị lãnh chúa. Những mối liên hệ này có ích trong những nỗ lực ép buộc cha mình về hưu. Abe Masahiro, lúc đó là rōjū, là một trong những người bạn này. Abe thay mặt Tokugawa phát biểu về việc bảo vệ quân đội Mạc phủ và là người giao cho Nariakira phụ trách việc Satsuma đối phó với cuộc khủng hoảng của Hiệp ước Thương mại Phương Tây-Lưu Cầu.
Abe, và gián tiếp, Tướng quân Tokugawa, đều bị xáo trộn bởi việc Nariakira loại bỏ trách nhiệm đối với cuộc khủng hoảng Hiệp ước Thương mại Phương Tây-Lưu Cầu vì chính sách của họ liên quan đến cuộc khủng hoảng này được dự đoán dựa trên sự tin cậy vào cá nhân ông, chứ không phải vào cha ông ta hay Zusho Hirosato. Narioki và Zusho đã chứng tỏ mình không đáng tin cậy bằng cách không hoàn toàn trông cậy về những vấn đề liên quan đến Lưu Cầu. Abe biết rằng cách duy nhất để Nariakira có thể kiểm soát cuộc khủng hoảng Lưu Cầu là nếu cha ông và Zusho bị loại bỏ; thông qua sự can thiệp của Abe, điều này cũng được hoàn tất.
Vì Narioki và Zusho cùng nhau ngừng tin tức về các quan chức của Satsuma hoặc giao dịch của họ với Lưu Cầu cho Nariakira, nên Nariakira phải thiết lập mạng lưới thu thập thông tin của riêng mình. Ông dựa vào chúa phiên Date Munenari của phiên Uwajima để giải thích tình trạng khó khăn của mình với Mạc phủ Tokugawa và Abe. Ông chỉ thị cho các trọng thần thân tín là Yamaguchi Sadayasu và Shimazu Hisataka thu thập thông tin ở Satsuma cho mình cũng như theo dõi chặt chẽ các hoạt động của Zusho, đặc biệt chú trọng đến hàng hóa và tiền bạc được đưa vào trong phiên. Sau đó, Nariakira quyết định đã đến lúc phải ra giá cho ngôi vị lãnh chúa phiên Satsuma. Ông dựa vào Date Munenari để báo cáo tình hình cho mình và lấy được cảm tình của Abe. Trong một lá thư gửi cho Date vào ngày 27 tháng 8 năm 1848, Nariakira cảm ơn vị lãnh chúa này vì đã có được sự đảm bảo của Abe rằng ông sẽ bỏ qua những vi phạm của Nairoki và Zusho và không đưa nội tình Satsuma trình lên Mạc phủ miễn là vấn đề Lưu Cầu được giải quyết ổn thỏa. Thư từ của Date với Abe được dùng để đẩy mạnh Narioki về hưu và việc Nariakira lên ngôi daimyō phiên Satsuma.
Một khi Nariakira trở thành daimyō, ông cần những võ sĩ trung thành để đảm bảo rằng những nỗ lực liên tục của Yura và Narioki nhằm làm suy yếu quyền lực của ông không thành công. Saigō Takamori, một samurai cấp thấp của Satsuma, được thăng cấp từ trợ lý thư ký, lên làm gia thần của Nariakira, vào năm 1854. Ōkubo Toshimichi bị Narioki lưu đày vì ủng hộ Nariakira, nhưng sau khi Nariakira lên nắm quyền, ông đã được ân xá và thăng tiến nhanh chóng. Saigō và Ōkubo làm việc nhân danh Nariakira, nói chuyện với Nariaki, lãnh chúa phiên Mito để thuyết phục ông ta ủng hộ quan điểm của Nariakira rằng Mạc phủ nên tập trung nhiều hơn vào Thiên hoàng và ít hơn vào Tướng quân. Saigo và Ōkubo đã áp dụng nhiều quan điểm của Nariakira, mà sau này trở thành nền tảng của chính phủ Minh Trị mới. Những quan điểm này bao gồm việc tập trung hóa chính quyền xung quanh Thiên hoàng, và phương Tây hóa quân đội Nhật Bản.
Không lâu trước khi chết, Nariakira chỉ còn lại một cậu con trai hai tuổi (Tetsumaru) và cô con gái tám tuổi (Teruhime). Ông buộc phải yêu cầu Narioki quyết định giữa Hisamitsu hay con trai của Hisamitsu là Tadayoshi kế vị ông làm daimyō. Saigō và Ōkubo cảm thấy cái chết của tất cả những người thừa kế còn sống của Nariakira là do Yura gây ra và muốn báo thù, nhưng Nariakira không cho phép làm vậy. Ngày 8 tháng 7 năm 1858, Nariakira đang giám sát các cuộc diễn tập quân sự chung được chuẩn bị trước ở Tempozan vì đã gửi 3.000 lính Satsuma đến Edo, và ông đã ngã quỵ vì trời nóng oi bức. Ông được đưa đến Lâu đài Tsurumaru và ít lâu sau qua đời vào ngày 16. Vài năm sau khi chết, ông được tôn làm kami Thần đạo, Terukuni-daimyōjin. Con trai ông, Tetsumaru, chết ngay sau cha mình.

## Gia đình
- Cha: Shimazu Narioki
- Mẹ: Iyohime (1792–1824)
- Vợ: Tokugawa Tsunehime, con gái của Tokugawa Nariatsu, trưởng tộc thứ ba của nhánh Hitotsubashi thuộc nhà Tokugawa
- Con cái:
  - Kannosuke (1845–1848)
  - Tetsumaru
  - Hironosuke
  - Kikusaburo của Tsunehime
  - Tokunosuke (1848–1849)
  - Tetsumaru (1856–1858)
  - Torajumaru (1849–1854)
  - Morinoshin
  - Sumihime
  - Kunihime
  - Teruhime (1851–1869) lấy Shimazu Tadayoshi
  - Norihime (1852–1908) lấy Shimazu Uzuhiko của nhà Shimazu-Echizen
  - Yasuhime (1853–1879) lấy Shimazu Tadayoshi
- Con gái nuôi:
  - Shimazu Atsuko
  - Shimazu Mitsuko, lấy Konoe Tadafusa